# Народна скупштина Јерменије
Народна скупштина Републике Јерменије (јерм. Հայաստանի Հանրապետության Ազգային ժողով; Hayastani Hanrapetyut'yan Azgayin zhoghov или једноставно јерм. Ազգային ժողով; Azgayin Zhoghov, AZh), такође неформално позната као и Парламент Јерменије (јерм. խորհրդարան) представља законодавну грану владе Јерменије.

## Преглед
Народна скупштина је до 1995. године била позната под називом Врховни савет Јерменије, а раније позната и као Врховни совјет Јерменске совјетске социјалистичке републике под совјетском владом.
Народна скупштина је једнодомно тело. Народна скупштина се састоји од најмање 101 седишта, али са додатним додељеним местима може се повећати на око 200 места у изузетно ретким случајевима. Садашњи председник Народне скупштине је Ален Симоњан из грађанског договора.